# William Shakespeare
William Shakespeare (døbt 26. april 1564, død 23. april 1616) var en engelsk digter, skuespilforfatter og skuespiller, der bliver bredt anerkendt som den største forfatter på engelsk og verdens største dramatiker. Han bliver ofte omtalt som Englands nationaldigter og "Bard of Avon". Hans omfattende værker og værker skrevet i samarbejde med andre består af omkring 39 skuespil, 154 sonnetter, to lange fortællende digte og nogle få andre digte, hvoraf der hersker tvivl om forfatterskabet. Hans skuespil er blevet oversat til alle moderne sprog og de bliver opført oftere end nogen anden skuespilforfatter.
Shakespeare blev født og opvoksede i Stratford-upon-Avon i Warwickshire. I en alder af 18 år giftede han sig med Anne Hathaway, som han fik tre børn med: Susanna og tvillingerne Hamnet og Judith. På et tidspunkt mellem 1585 og 1592 påbegyndte han en  karriere i London som skuespiller, forfatter og medejer af et teaterkompagni, Lord Chamberlain's Men, der senere blev kendt som King's Men. I en alder af 49 år havde han tilsyneladende trukket sig tilbage og var flyttet til Stratford, hvor han døde tre år senere. Der er kun bevaret få optegnelser over Shakespeares privatliv, hvilket har medført spekulationer om hans fysiske fremtræden, hans seksualitet, hans religiøse synspunkter og om de værker, som er blevet krediteret ham i virkeligheden er blevet skrevet af andre. Disse teorier er kritiseret for ikke at tage højde for, at der generelt er meget få optegnelser over almindelige personers liv fra denne periode.
Shakespeare skrev størstedelen af sine mest kendte værker mellem 1589 og 1613. Hans skuespil var hovedsageligt komedier og krønikespil og er nogle af de bedste inden for disse genrer. Frem til 1608 skrev han hovedsageligt tragedier, heriblandt Hamlet, Othello, King Lear og Macbeth, der alle bliver betragtet som de fornemste værker på engelsk. I den sidste fase af sit liv skrev han tragikomedier (også kendt som romancer) og samarbejdede med andre skuespilforfattere.
Mange af Shakespeares skuespil blev udgivet i varierende kvalitet og nøjagtighed i hans levetid. I 1623 udgav to skuespillere og Shakespeare-venner John Heminges og Henry Condell en bedre tekst kendt som First Folio, en posthum samling af Shakespeares værker med alle undtagen to af hans skuespil. Denne udgave havde et indledende digt af Ben Jonson, hvori Jonson hylder Shakespeare i et nu berømt citat som "ikke for en periode, men for altid".
Op igennem 1900- og 2000-tallet er Shakespeares værker blevet tilpasset og genopdaget af nye bevægelser inden for forskning og scenekunst. Hans skuespil er fortsat populære og de bliver studeret, opført og fortolket i forskellige kulturelle og politiske kontekster verden over.

## Biografi

### Tidligt liv
William Shakespeare blev født i Stratford-upon-Avon i Warwickshire syd for Birmingham, godt hundrede engelske mil nordvest for London. Han var det tredje barn i en søskendeflok på otte og ældste søn. Han stod i kirkebogen som ”Gulielmus filius Johannis Shakespeare” d. 26. april i Holy Trinity Church i Stratford, og der er tradition for at hans fødsel er 23. april, samme dato som han døde i Stratford 1616, 52 år gammel. Faderen var handskemager og bonde. Moderen var født Arden og af godsejerslægt.
Stratford-upon-Avon lå dengang flere dagsrejser fra London. Det var en mindre købstad og en vigtig markedsby med omkring to tusind indbyggere, hvoraf de fleste var bønder og landarbejdere. Byen havde en velrenommeret latinskole og et selvbevidst byråd, hvor hans far, John Shakespeare, havde sæde. Han mistede sit embede, uden at de nærmere omstændigheder er klarlagt. Det antages - bl.a. ud fra Shakespeares manuskripter - at William har gået på byens latinskole, The King's New School, hvor der blev undervist i latin, græsk, retorik og logik.
Hvert år fik byen besøg af berømte turnerende teaterselskaber fra London, der fik betaling direkte af bystyret, og dem må Shakespeare have set. Blandt de trupper, der spillede i Stratford i Shakespeares skoletid, er The Queens Men, Leicister's Men og Lord Strange's Men. 

### De unge år
Allerede som 18-årig blev han gift med den otte år ældre Anne Hathaway, der seks måneder senere fødte deres første barn, Susanna. Halvandet år senere, endnu inden William Shakespeare var fyldt 21 og myndig, fik de tvillingerne Hamnet og Judith, der blev døbt i Stratfords Holy Trinity Church d. 2. februar 1585.
Selv om Shakespeares liv er veldokumenteret efter "elizabethansk standard", mangler ”the lost years” (1585-1592) som er tiden fra han forlader Stratford til der atter er bevaret optegnelser om ham i London, hvor han er etableret som skuespiller og har gjort karriere som dramatiker. (Også den tid hvor han er kommet i teaterbranchen og har lært skuespillerfaget). Der findes generelt få kilder om teatret før 1592. Også den berømte "Henslowe's Diary" er først fra 1592.

### Den skrivende skuespiller
Sideløbende med sit arbejde som skuespiller begyndte han at skrive skuespil i flere forskellige genrer: Tvillingerne er efter Plautus og i commedia dell'arte. Henrik d. VI er i tidens stil for historiske skuespil. I de næste kilder, der omtaler ham i London 1592, har han haft så stor succes hos publikum, at en ældre kollega Robert Greene, der tilhørte de såkaldte ”university-wits”, finder det på tide at sætte denne opkomling på plads. I en berømt pamflet Groath-worth of Witte advarer han mod en skuespiller, der tror han kan skrive blankvers, en ”upstart crow”, der pynter sig med "vores fjer", og tror han er den eneste ”Shake-scene” i landet. Han hyldes dog af andre kolleger bl.a. Thomas Nashe for sin udformning af helten Talbot, ”de franskes skræk” i Henrik d. VI.
Shakespeare var usædvanlig produktiv, og allerede i 1592 har han mindst fem skuespil bag sig. Han fik udgivet de fortællende digte, Venus og Adonis i 1593 og The Rape of Lucree, i 1594 hos bogtrykker Richard Fields, som han kendte fra Stratford. Her er de formentlig også skrevet, mens pesten rasede i London, og teatrene i lange perioder var lukkede. Med disse to fortællende digte fik Shakespeare også et stort navn som digter.
Shakespeare og hans samtidige anså ikke et teatermanuskript som litteratur. De så det som "repertoire" med et udtryk af den danske skuespiller og teaterhistoriker Karl Mantzius. Manuskriptet var skrevet for skuespillerne og tilhørte teatret som en levende kunstart. Det var replikker. Det vides at Shakespeare reviderede og skrev til. At læse skuespil som litteratur er noget, der er kommet til senere.

### Lord Chamberlain's Men
I 1594 blev Lord Chamberlain's Men gendannet efter en omskiftelig tid for skuespillerne. Med i truppen kom nu foruden Shakespeare selv som skuespiller og dramatiker, Richard Burbage, der som søn af James Burbage som havde bygget Londons første teater i 1576, var født ind i teatret og havde optrådt, fra han var barn; samt den berømte klovn Will Kempe, danser og akrobat, der kom fra truppen Leicester's Men. Herfra kom også George Bryan og Thomas Pope. De havde alle tre været med i den del af truppen, der i 1586 havde turneret på kontinentet og bl.a. optrådt for Frederik d. II's hof i Helsingør. Det sidste ledende medlem af truppen var Augustine Philips, der kom fra Lord Strange's Men.
De var alle erfarne og rutinerede skuespillere, og de blev andelshavere i teaterselskabet og udgjorde truppens ledelse. Også to lidt yngre skuespillere, John Heminge og Henry Condell, kom med i truppen som faste medlemmer, men i første omgang ikke som andelshavere.
Dertil kom et tilsvarende antal ”hired men” løst ansatte skuespillere på dagløn samt de uundværlige drengeskuespillere, der udførte kvinderollerne. Shakespeare forblev i dette selskab til sin død og skrev ikke for andre teaterselskaber.
Som skuespiller medvirkede han ikke kun i sine egne skuespil, men også i andres. Han medvirkede som skuespiller i Edward d. I af George Peele. Han spillede med i den yngre kollega Ben Jonsons Every Man in His Humour i 1598, hvor Will Shakespeare er anført som “principal Comoedian”. Det blev opført på “The Curtain” af Lord Chamberlain's Men. Og han spillede også med i Ben Jonsons sidste, tapre forsøg på at slå igennem som tragedieforfatter med Sejanus i 1603. Her er han anført som "principall Tragoedian". Det blev opført på The Globe af Shakespeares trup, men faldt, og den brave Ben Jonson opgav modstræbende tragedien og holdt sig til satiren.
Af øvrige roller Shakespeare spillede kan nævnes kong Henry i Henrik d.IV, genfærdet i Hamlet og kong Duncan i Macbeth. Han spillede også ”Chorus” i Henrik d. V, hvor han guider tilskuerne igennem den komplicerede handling, der foregår både i England og Frankrig, og hvor han i epilogen siger: ”Her knæler digteren ...” (Our bending author ...) I epilogen til Henrik d. IV, 2, er han usædvanlig dristig og åbenhjertig ved at tilstå overfor publikum, at han efter det forrige stykke, som ikke gjorde lykke, havde lovet dem et bedre, hvilket han nu stod til ansvar for. Den charmerende og yndefulde tekst viser, at han er kostumeret som danser, så han har været omklædt til den lille danseopvisning, en ”jig”, der traditionelt fulgte efter tragedierne og de historiske skuespil. Dans og fægtning var nogle af de discipliner, der hørte til en skuespillers færdigheder.

### The Globe
Da truppen i 1599 byggede The Globe på Southbank af Themsen ved siden af Rose Teatret, var Shakespeare igen med som andelshaver, og truppen fik nu sit eget teater. Med den malede stjernehimmel over scene og helvede under den er dette playhouse et billede på verden og vores korte tid på livets scene, som Shakespeare giver os mange poetiske billeder på. The Globe er det første skuespiller-styrede teater i verden, og det var for denne scene og med denne trup Shakespeares skrev sine eksistentielle mesterværker Hamlet, Othello, Macbeth og King Lear. Alle med Richard Burbage i titelrollen og Shakespeare i en mindre, men vigtig rolle som genfærdet i Hamlet eller kong Duncan i Macbeth. Ofte spillede han konferencier-rollerne, som en slags ”forlængelse” af forfatterrollen, og han vedblev at være aktiv som skuespiller i truppen, skønt hans sidste år synes at have været domineret af ledelse og administration. Efter dronning Elizabeths død steg truppens anseelse yderligere, da kong James udnævnte truppen til The King's Men.
Shakespeare var en god forretningsmand, og en stor del af hans formue kom fra hans andele i The Globe, som blev tidens bedste og førende teater med plads til mere end 2000 tilskuere.
I det elizabethanske teater blev der spillet på en fremskudt scene i et rundt teaterhus med publikum på tre sider. Billetprisen i The Globe var one penny for en ståplads på gulvet omkring scenen. Hvis man ville op på første galleri, stod der en kontrollør og krævede en penny mere, og så fremdeles i tre gallerier op i ni meters højde. Endvidere var der særlige siddepladser omkring scenen, hvor man kunne blive set og loger, hvor man kunne blive skjult. Mod ekstra betaling naturligvis.
Med udgivelsen af Shakespeares sonetter i 1609 steg hans berømmelse yderligere, og det er fristende at drage konklusioner om hans liv ud fra disse tilsyneladende selvbiografiske digte.
Da The Globe brændte i 1613 under en opførelse af Henrik d. VIII, fordi noget fra en teaterkanon satte ild i stråtaget, er alle Shakespeares manuskripter nok gået tabt. De tilhørte teatret og var forsvarligt låst inde på teatret, som den kapital de var som et repertoire truppen havde monopol på.
Efter branden blev The Globe genopbygget, men Shakespeare trak sig tilbage til Stratford. Det havde han gjort mange gange tidligere, da han bevarede tilknytningen hertil og til sin familie gennem hele livet, men denne gang vendte han ikke tilbage til London. Han døde i det afsides Stratford d. 16. april 1616, hvor han ligger begravet i Holy Trinity Church. Han havde forinden dikteret sit testamente, der fylder tre folioark, og det er et af de få steder, hvor hans underskrift er bevaret.

### Efterliv
Hans stykker blev stadig spillet og stod i høj kurs. I 1623 lykkedes det hans to skuespillerkolleger, ”friends and fellows”, John Heminge og Henry Condel at få udgivet ”Folioudgaven” som er en slags ”Shakespeares Samlede Værker”: Histories, Comedies and Tragedies. Det har været et enormt arbejde at samle disse brudstykker fra rollehæfter og manuskripter hos de enkelte skuespillere og udgivere af piratudgaverne eller tidlige versioner af værkerne.
Det er John Heminge og Henry Condells fortjeneste, at Shakespeares værker er blevet bevaret for eftertiden, og det vel at mærke af to af de skuespillere, der har spillet med i dem og har kendt opførelsespraksis og kendt de andre skuespillere. De har en liste over 26 "principal players" (hovedroller). Shakespeares navn er et af dem. Det bekræfter, at truppen var meget stærkt sammentømret, hvilket er en af grundene til deres succes. Der var tale om livsvarige venskaber.
Det særlige ved denne udgave er den ubetingede kærlighed og beundring, der lyser ud af den til deres "friend and fellow" William Shakespeare og den taknemlige tone, der ligger i udsagnet: at vi troede du havde forladt os – men nu kommer du tilbage til os i dine værker - eller som den intellektuelt skarpe Ben Jonson skrev i sit forord: Shakespeare "ikke var for én tid, men for alle tider.”
Der er i 2016, 400-året for Shakespeares død, lanceret en side på nettet for Shakespeare-dokumenter.

## Værker
Shakespeare skrev i alt 34 skuespil (37 hvis 1. og 2. del af visse stykker medregnes) mellem 1585 og 1613. Der hersker usikkerhed om tilblivelsestidspunktet, såvel som premiéren for mange af dem, men generelt placeres komedierne først i hans produktion, de fleste tragedier efter 1600, og romancerne (eventyrspillene) i årene omkring 1610. De deles i tragedier og komedier med underafdelinger i historiske skuespil med engelsk eller antikt emne. Mange af titlerne er gået ind i sproget: Romeo og Julie, Hamlet, Stor ståhej for ingenting, En skærsommernatsdrøm, Når enden er god er alting godt, Trold kan tæmmes, Lige for lige og Som man behager. Andre titler er: Købmanden i Venedig, Julius Cæsar, Othello, Macbeth, Kong Lear og Richard III.
Foruden skuespillene skrev han en række fortællende digte: The Rape of Lucrece (Lucretias Voldførelse), The Passionate Pilgrim, Venus and Adonis, A Lover's Complaint og Phoenix and the Turtle. Endelig skrev han 154 sonetter, formfaste digte med filosofisk indhold, følelsestilkendegivelser eller lyrisk naturstemning.

## Skuespillene efter kategori
De danske udgaver er udkommet i forskellige oversættelser. De her valgte titler har bredest dækning. Stykkernes formodede tilblivelsesår er angivet i parentes.

### Tragedierne
- Titus Andronicus (1593)
- Romeo og Julie (1595)
- Julius Cæsar (1599)
- Hamlet (1601-03)
- Troilus og Cressida (1602)
- Othello (1604)
- Macbeth (ca. 1605-06)
- Kong Lear (ca. 1605-06)
- Timon fra Athen (ca. 1605-08)
- Antonius og Cleopatra (1607)
- Coriolanus (1608)

### Komedierne
- Tvillingerne også kaldet Forvekslinger
- De to herrer fra Verona (1594)
- Trold kan tæmmes (ca. 1594-98)
- En skærsommernatsdrøm (1595)
- Købmanden i Venedig. Se handlingen under Shylock (1596)
- Stor ståhej for ingenting (ca. 1598-99)
- Som man behager (1599)
- Helligtrekongersaften (ca. 1600-01)
- De lystige koner i Windsor (ca. 1600-01)
- Når enden er god (1602)
- Lige for lige (1604)
- Elskovs gækkeri
- Perikles (ca. 1606-08)
- Cymbeline (1610)
- Stormen (ca. 1610-11)
- Vintereventyret (1611)
- De to ædle slægtninge (ca. 1610 – regnes blandt apokryferne)

### Historiske skuespil
- Henrik VI, del 1 (1590-92)
- Henrik VI, del 2 (1590-92)
- Henrik VI, del 3 (1590-92)
- Richard III (1592)
- Kong Johan (1594)
- Richard II (1596)
- Henrik IV, del 1 (1597)
- Henrik IV, del 2 (1597)
- Henrik V (1599)
- Henrik VIII (ca. 1613)

Visse shakespeareforskere deler komedierne ind i komedier og romancer. Romancerne omfatter så Cymbeline, Vintereventyret, Perikles, og Stormen.
Shakespeare var teatermand, og han skrev sine stykker udelukkende til opførelse – ikke som en litterær oplevelse. Han var ikke interesseret i deres udgivelse; de vigtigste, trykte udgaver er besørget af andre, dels i digterens levetid, dels efter hans død. Da Shakespeares originale manuskripter med få undtagelser er gået tabt, og da trykkene indeholder mere eller mindre åbenbare forvanskninger af teksten, er det en vanskelig og fortsat opgave for tekstkritikerne at etablere en pålidelig tekst.

## Indholdet af skuespillene
Næsten alle Shakespeares skuespil bygger på andres værker, enten på fortællinger eller omarbejdelse af ældre skuespil. Han omformer dem som regel så radikalt, at de må anses for originale værker. Han overholder hverken tidens, stedets eller handlingens enhed, lader ofte dramatiske scener (mord, selvmord, slag) foregå direkte for øjnene af tilskuerne, og lader scener skifte, uanset antallet af personer på scenen. Ofte indfletter han tragiske monologer i komedierne og komiske indslag i tragedierne for at variere tonen i stykkerne. Replikkerne er ofte skrevet i blankvers.
Skuespillenes berømmelse skyldes mange forhold: Shakespeares evne til at fortælle en spændende historie, så både høj og lav kunne spejle sig i den; hans klare persontegning; hans evner som blankversemager; hans humoristiske og tragiske sans, osv.
Temaerne spænder vidt: I nogle skildres magtmenneskets kamp og fald (Richard III, Macbeth), i andre jalousiens ødelæggende virkning (Othello og Vintereventyret), utaknemmelighedens følger (Kong Lear) eller uforsonlighedens magt over ung kærlighed (Romeo og Julie og Troilus og Cressida). I sine komedier tager han som regel parti for livsglæden mod puritanisme og begrænsning, men uden at hylde en hæmningsløs livsudfoldelse. Selv i det antisemitiske Købmanden i Venedig (se handlingen underShylock) mærkes en vis objektivitet; skurken Shylock fordømmes for sin mangel på evne til tilgivelse, men Shakespeare viser baggrunden for hans holdning. Hamlet, det måske mest berømte og omdiskuterede stykke, kan både vise en ung mands reaktion på sin fars død, et menneskes fatale fremturen i blodhævn, og dets handlingslammelse og tvivl. Et tilbagevendende tema er magtens legitimitet og kravene til den magtfulde; et tema, der kommer stærkest til udtryk i Henrik IV 1 & 2, samt efterfølgeren Henrik V. Temaet om genoprettelse af menneskelighed efter store fejl dukker også op i forskellige skikkelser: I Titus Andronicus er det den barbariske romerske feltherre, der gennemgår de forfærdeligste lidelser for at genfinde sin menneskelighed; i Vintereventyret kan hovedpersonen først efter mange års bodsgang genvinde sin uskyldigt anklagede og forstødte hustru.
Skuespillene har mange gode kvinderoller, og i det hele taget har kvinderne en mere fremtrædende og nuanceret placering end i f.eks. det samtidige spanske teater. Shakespeare rådede ikke over skuespillerinder; kvinderollerne udførtes af drenge (skuespillerelever). At kvinderoller blev opført af drenge ses af, at rollerne trods deres store betydning var uden de store monologer.

## Sproglig indflydelse
Næst efter Bibelen er Shakespeares værker den flittigste kilde til engelske vendinger og talemåder. Også på dansk har mange citater vundet indpas. Her er nogle af de bedst kendte:
Der er noget råddent i Danmarks rige. (Marcellus i Hamlet) Replikken er tolket som en fordækt kommentar om Hamlets mentale tilstand, idet han var prins af Danmark; bemærkningen drejer sig måske ikke om Danmarks rige som sådant. 
Der er mere mellem himmel og jord. (Hamlet i Hamlet) Citatet bruges i dag fejlagtigt som en bekræftelse af universets mangfold og muligheden for overnaturlige fænomener. Hamlets bemærkning til Horatio lyder i sin helhed: "Der er mere mellem himmel og jord, end din filosofi kan forudse," og er en kritisk bemærkning for at sætte Horatio på plads.
Godt brølet, løve! (Demetrius i En skærsommernatsdrøm) Ros for en præcis udtalelse.
En hest, en hest, mit rige for en hest! (Kong Richard i Richard III, idet hesten segner under ham)
Hele verden er en scene, mænd og kvinder på den blot aktører. (Jacques i Som man behager)
Vi er gjort af samme stof som drømme. (Prospero i Stormen) Carly Simon har kaldt en af sine sange The stuff that dreams are made of, og Chrissie Hynde i Pretenders synger i Birds of Paradise: "This is the life they say that dreams are made of".
Vi få, vi lykkelige få! (Kong Henrik i Henrik V)
At være eller ikke at være, det er sagen. (Hamlet i Hamlet)
Mere end 1.700 ord i det engelske sprog er Shakespeares opfindelser, blandt andre bedroom for "soveværelse", mountaineer for en bjergbestiger, gossip for "sladder" og laughable for "latterlig". Shakespeares sprog er undertiden så rig og sprudlende, at de resulterer i et ordspil, der er fuld af humor og vittigheder, en ægte riot of words. Gentagne forsøg er gjort på en optælling af Shakespeares righoldige ordforråd, for at sammenligne det med andre forfatteres.

## Apokryfer og ophavsret
Der har været forsket intenst i, om Shakespeare har skrevet andre værker end de nævnte, og om han selv har skrevet værkerne. Adskillige anonyme skuespil fra Elizabeth-tiden har været tilskrevet Shakespeare på grund af stilistisk lighed eller tradition. Disse Shakespeare-apokryfer omfatter Sir Thomas More, Kong Edward III, A Yorkshire Tragedy, The Two Noble Kinsmen (De to ædle Slægtninge, se ovenfor) samt mere end 30 andre. De fleste er afvist som usandsynlige, men forskning i stil og skrift kunne tyde på, at Sir Thomas More og Edward III har haft ham som medforfatter. Omvendt kan en del digte fra de anerkendte Shakespeare-skuespil være forfattet af kolleger. En meget populær, men aldrig accepteret teori er, at filosoffen og politikeren Francis Bacon var forfatter til alle Shakespeares værker. Baggrunden for teorierne har til dels været, at kun få tilskrev skuespilleren Shakespeare tilstrækkelig lærdom og boglig dannelse til at kunne udtrykke sig så formfuldendt.

## Danske Shakespeare-oversættelser
Interessen for Shakespeare begyndte for alvor med romantikken. De første oversættelser var ofte mangelfulde og forvanskede, da teatrene fandt hans sprog vulgært og indholdet anstødeligt. Et eksempel på sådan forvanskning af Macbeth er beskrevet af Peter Foersom i "Borgvægterens Sang af Macbeth".
Blandt de vigtigste oversættelser er
- Johannes Sløk: Shakespeare-oversættelser (1969-1985). Meget korrekte oversættelser, så korrekte, at det er muligt at sidde med originalteksten ved siden af og følge med.[49] Følgende skuespil er oversat af Sløk:

- Romeo og Julie, 1969.
- Othello, 1970.
- Macbeth, 1970.
- Lige for lige, 1970.
- Kong Lear, 1970.
- Othello, 1971.
- Hamlet Prins af Danmark, 1971.
- Tragedien om Julius Cæsar, 1972.
- Antonius og Cleopatra, 1972.
- Som man behager; 1978.
- Vintereventyret, 1981.
- Uvejret, 1983.
- Tragedien om Richard 3, 1984.
- Kong Henrik 4 1. og 2. del, 1985.

- Edvard Lembcke: William Shakespeare: Samlede Skuespil (1861-73). – Første danske oversættelse af samtlige dramatiske værker.[50] Meget populær trods sprogligt ukorrekte detaljer. En moderniseret udgave af Lembckes oversættelser ved Anne Chaplin Hansen, Henning Krabbe og Erik H. Madsen udkom 1975-78, genudgivet 2001.

- V. Østerberg: William Shakespeare: Dramatiske værker (1958) – omfatter kun en del af skuespillene, men nævnes ofte som mest korrekt oversat. Af samme oversætter desuden: William Shakespeare: Sonetter (1944).

- Niels Brunse påbegyndte i 2010 en nyoversættelse af samtlige skuespil. 1. bind udkom i 2012 og 4. bind i marts 2014.

## Eksterne henvisning
- William Shakespeare på gravsted.dk

- Samuel Schoenbaum (1987), William Shakespeare: A Compact Documentary Life, Oxford, s. 14-26, ISBN 0-19-505161-0, hentet 12. maj 2018
- William Shakespeare på Poets.org (engelsk)
- William Shakespeare Arkiveret 20. november 2012 hos  Wayback Machine på Litteratursiden.dk
- William Shakespeare på Bibliografi.dk